# Bhagirathi
Die Bhagirathi (Hindi: भागीरथी Bhāgīrathī) ist der rechte Quellfluss des Ganges in Indien; sie ist mit einer Flusslänge von ca. 205 km der längere Quellfluss, die Alaknanda ist dagegen wasserreicher. 

## Verlauf
Die Bhagirathi durchfließt die Distrikte Tehri Garhwal und Uttarkashi im indischen Bundesstaat Uttarakhand. Ihre Quelle, das Gletschertor Gaumukh am Fuße des Gangotri-Gletschers, befindet sich auf einer Höhe von 3892 m in der Gangotri-Gruppe im westlichen Himalaya. 
Die Bhagirathi fließt anfangs in westlicher Richtung am Ort Gangotri vorbei. Die Jahd Ganga mündet rechtsseitig in den Fluss. Die Bhagirathi wendet sich später nach Süden und erreicht die Distrikthauptstadt Uttarkashi. Weiter flussabwärts an der Einmündung der Bhilangna wird die Bhagirathi von der Tehri-Talsperre aufgestaut. Diese dient zur Energiegewinnung und zur Bewässerung. Etwa 60 km weiter flussabwärts trifft die Bhagirathi bei Devprayag auf einer Höhe von 475 m auf die von Osten heranströmende Alaknanda, mit der sie sich zum Ganges vereinigt.

## Hydrologie, Einzugsgebiet
Das Einzugsgebiet der Bhagirathi umfasst 6921 km². Der mittlere Abfluss (MQ) beträgt ca. 250 m³/s.